# Calliostoma pellucidum
Calliostoma pellucidum  là một loài ốc biển, kích thước trung bình, là động vật thân mềm chân bụng sống ở biển trong họ Calliostomatidae.

## Phân loài
- Calliostoma pellucidum haurakiensis
- Calliostoma pellucidum morioria
- Calliostoma pellucidum spirata